# Condado de Werdenberg

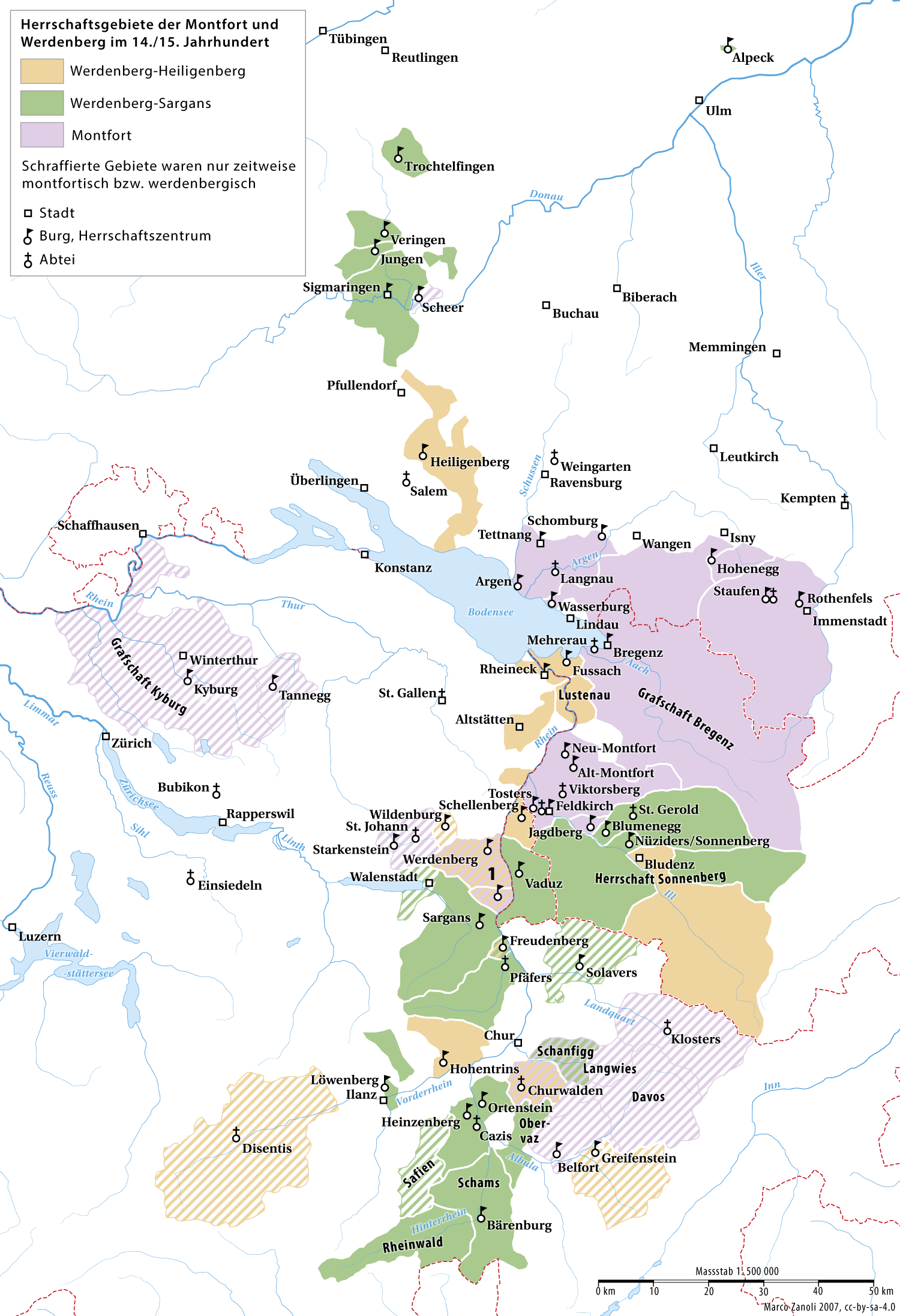
Territorios de los condes de Werdenberg, Werdenberg-Sargans y Montfort en el siglo XIV

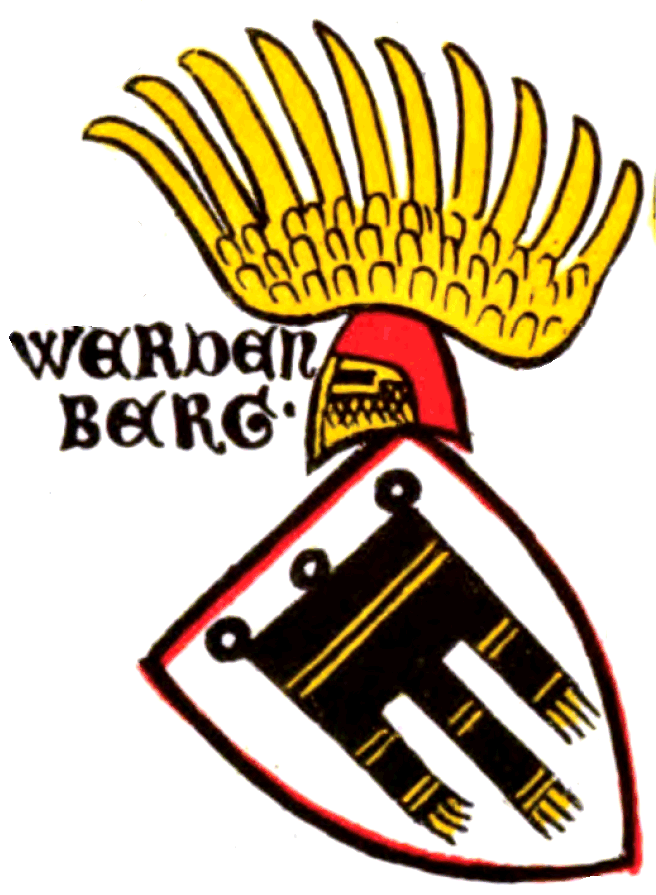
Escudo de armas del Armorial de Zúrich. La carga heráldica es un Gonfalón, derivado del escudo de armas de los Tubinga y Montfort.

Werdenberg fue un condado del Sacro Imperio Romano Germánico, ubicado dentro del Ducado de Suabia, situado a ambos lados del Rin Alpino, incluyendo partes de lo que hoy es el cantón de San Galo (Suiza), Liechtenstein y Vorarlberg (Austria). Se separó de los Montfort en 1230. En 1260, fue dividido en Werdenberg y Sargans.

## Historia
El nombre proviene del Castillo de Werdenberg, ubicado en la actualidad en el municipio de Grabs en el cantón suizo de San Galo, sede de los condes de Werdenberg (Werdenberger).
La familia descendía del conde Hugo II de Tubinga (fallecido en 1180), quien se casó con Isabel, hija del último conde de Bregenz, heredando así un territorio considerable a lo largo del Rin Alpino. Su hijo fue Hugo I de Montfort (fallecido en 1228), cuyo hijo Rodolfo I es considerado el fundador de la línea de Werdenberg. 
Los hijos de Rodolfo, Hugo I de Werdenberg-Heiligenberg y Hartmann I de Werdenberg, dividieron el territorio sureño de la herencia de Montfort, estableciendo las dos líneas de Werdenberg-Heiligenberg y Werdenberg-Sargans.
En 1308, Werdenberg se dividió aún más en Werdenberg-Heiligenberg (Linzgau) y Werdenberg-Werdenberg. La línea de Vaduz de los Condes de Werdenberg se extinguió en 1406, y Vaduz pasó a manos de los Barones de Brandis.
La familia se fracturó en varias ramas cadetes. La línea de Werdenberg-Heiligenberg-Sigmaringen-Trochtelfingen permaneció influyente a principios del siglo XVI en el contexto de la Liga de Suabia, pero se extinguió en 1534.
La disputa de Werdenberg (Werdenbergfehde) fue una serie importante de conflictos entre los 
Werdenberg y sus vecinos a finales del siglo XV, destacando su conflicto con la familia von Zimmern de Suabia. La disputa entre los señores de Werdenberg y Zimmern escaló en 1488, adquiriendo una importancia que trascendía las preocupaciones meramente regionales, influyendo en la política imperial de Federico III y Maximiliano I en cuanto a la formación de la Liga de Suabia, las Reformas imperiales y la historia de la Vieja Confederación Suiza.